# Люкс
Люкс (от лат. lux — свет; русское обозначение: лк, международное обозначение: lx) — единица измерения освещённости в Международной системе единиц (СИ). Люкс равен освещённости поверхности площадью 1 м² при световом потоке падающего на неё излучения, равном 1 лм. Соответственно, выполняется: 1 лк = 1 лм/м2. С другой стороны, люкс равен освещённости поверхности сферы радиусом 1 м, создаваемой точечным источником света, находящимся в её центре, сила света которого составляет 1 кд. Таким образом, с основными единицами СИ люкс связан соотношением: 1 лк = 1 кд/м2.
С единицей освещённости фот в системе СГС люкс связан соотношением: 1 лк = 10−4 фот.

## Типовая освещённость, примеры
| Освещённость, лк | Где                                                           |
| ---------------- | ------------------------------------------------------------- |
| 10−5             | Свет Сириуса, ярчайшей звезды ночного неба                    |
| 0,0003           | Безлунное звёздное небо                                       |
| 0,01             | Четверть Луны                                                 |
| 0,27             | Полнолуние в ясном небе                                       |
| 1                | Полнолуние в тропиках                                         |
| до 20            | В море на глубине ~50 м                                       |
| 50               | Ванные комнаты, уборные, санузлы, душевые                     |
| 100              | Очень пасмурный день                                          |
| 150              | Жилые комнаты, гостиные, спальни                              |
| 200              | Детские комнаты                                               |
| 320—500          | Рабочий кабинет                                               |
| 350 ± 150        | Восход или закат на Венере                                    |
| 400              | Восход или закат в ясный день                                 |
| 1000             | Пасмурное дневное небо (на горизонте); освещение в телестудии |
| 1—3 тыс.         | Полдень на Венере                                             |
| 4—5 тыс.         | Полдень в декабре — январе в тропиках                         |
| 10—25 тыс.       | Ясный солнечный день (в тени)                                 |
| 32—130 тыс.      | Под прямым солнцем в тропиках                                 |
| 135 тыс.         | Вне атмосферы на среднем расстоянии Земли от Солнца           |

## Кратные и дольные единицы
Десятичные кратные и дольные единицы образуют с помощью стандартных приставок СИ.
| Кратные                                               | Кратные    | Кратные     | Кратные     | Дольные  | Дольные    | Дольные     | Дольные     |
| величина                                              | название   | обозначение | обозначение | величина | название   | обозначение | обозначение |
| ----------------------------------------------------- | ---------- | ----------- | ----------- | -------- | ---------- | ----------- | ----------- |
| 101 лк                                                | декалюкс   | далк        | dalx        | 10−1 лк  | децилюкс   | длк         | dlx         |
| 102 лк                                                | гектолюкс  | глк         | hlx         | 10−2 лк  | сантилюкс  | слк         | clx         |
| 103 лк                                                | килолюкс   | клк         | klx         | 10−3 лк  | миллилюкс  | млк         | mlx         |
| 106 лк                                                | мегалюкс   | Млк         | Mlx         | 10−6 лк  | микролюкс  | мклк        | µlx         |
| 109 лк                                                | гигалюкс   | Глк         | Glx         | 10−9 лк  | нанолюкс   | нлк         | nlx         |
| 1012 лк                                               | тералюкс   | Тлк         | Tlx         | 10−12 лк | пиколюкс   | плк         | plx         |
| 1015 лк                                               | петалюкс   | Плк         | Plx         | 10−15 лк | фемтолюкс  | флк         | flx         |
| 1018 лк                                               | эксалюкс   | Элк         | Elx         | 10−18 лк | аттолюкс   | алк         | alx         |
| 1021 лк                                               | зетталюкс  | Злк         | Zlx         | 10−21 лк | зептолюкс  | злк         | zlx         |
| 1024 лк                                               | йотталюкс  | Илк         | Ylx         | 10−24 лк | иоктолюкс  | илк         | ylx         |
| 1027 лк                                               | ронналюкс  | Рнлк        | Rlx         | 10−27 лк | ронтолюкс  | рнлк        | rlx         |
| 1030 лк                                               | кветталюкс | Квлк        | Qlx         | 10−30 лк | квектолюкс | квлк        | qlx         |
| рекомендовано к применению применять не рекомендуется |            |             |             |          |            |             |             |

## Применение в технике
Чувствительность видеокамер измеряют в люксах. Чем меньше абсолютное значение чувствительности в люксах — тем лучше камера «видит» при слабом освещении.